# Dipoena mollis
Dipoena mollis là một loài nhện trong họ Theridiidae.
Loài này thuộc chi Dipoena. Dipoena mollis được Eugène Simon miêu tả năm 1903.